# Ciudad de El Barco
La ciudad de El Barco fue un efímero asentamiento español en el actual territorio de la República Argentina. Fue fundada el 29 de junio de 1550 por Juan Núñez de Prado, siendo la primera población española en la región del Tucumán.
Su fundador debió modificar su emplazamiento en dos oportunidades, debido a la hostilidad de los naturales, las inadecuadas condiciones geográficas y principalmente por el conflicto político con las autoridades de la Gobernación de Chile. Los conquistadores de esa región, al mando de Pedro de Valdivia, entendieron que El Barco se encontraba ubicada dentro de su jurisdicción y por esta razón Núñez de Prado fue desplazado de su cargo. Finalmente Francisco de Aguirre, al servicio de las autoridades chilenas, se hizo cargo del gobierno, trasladando nuevamente la ciudad a un emplazamiento cercano.
Tras este tercer traslado, en 1553, la ciudad de El Barco fue renombrada como Santiago del Estero del Nuevo Maestrazgo.

## Antecedentes
En el año 1543 se produjo la entrada de Diego de Rojas al Tucumán, hecho que produjo el descubrimiento y exploración del actual territorio del Noroeste Argentino por parte de los conquistadores españoles. Durante esa expedición no se fundó ninguna población, sin embargo, quedó establecida la ruta que luego seguirían otros conquistadores.
El 19 de junio de 1549, el presidente de la Real Audiencia de Lima, licenciado Pedro de la Gasca, envió hacia esa región a Juan Núñez de Prado, con la misión de fundar una ciudad e iniciar la conquista de la zona, de acuerdo a la siguiente provisión:

Por que vos el capitán Juan Núñez de Prado: habéis de hacer la pacificación de los naturales y población de pueblo y poblar a la provincia del Tucumán. Por cuanto somos informados que adelante de la (...) provincia de los Charcas de los nuestros reinos del Perú está una provincia que se llama en lengua de indios Tucumán (...) fue acordado que a vos Juan Núñez de Prado, vos cometamos e mandamos que vais con gente que para ello fuere necesaria a la dicha provincia del Tucumán y en la parte y sitio que os pareciera más conveniente para poblar, pobléis un pueblo y desde él procuréis de traer en paz a todos los caciques principales e indios de las dichas provincias y su comarca (...) y así poblado el dicho pueblo nombraréis regidores y otros oficiales de cabildo (...) y para que mejor y con más reputación podáis hacer y efectuar todo lo sobre dicho, vos criamos y hacemos Capitán y Justicia Mayor en el dicho pueblo que así poblaredes (...) y vos obedezcan y acaten (...) y cumplan vuestros mandamientos.
Pedro de la Gasca

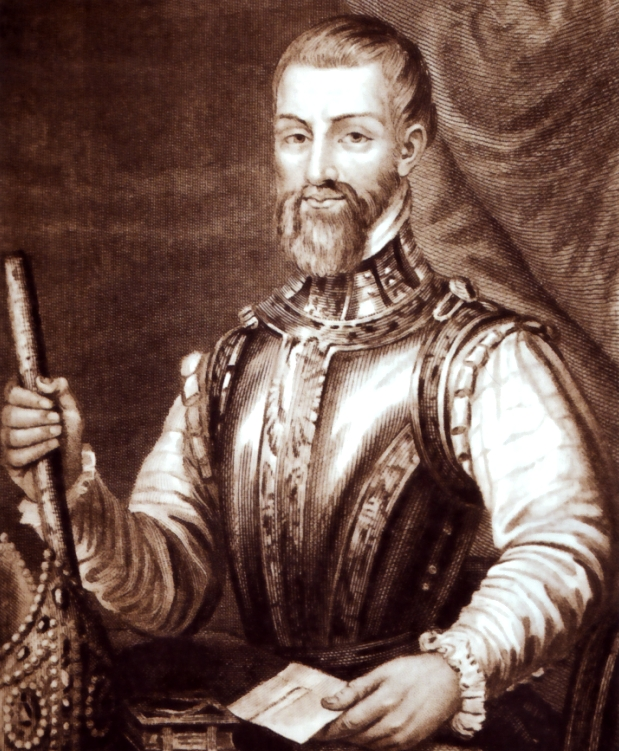
Licenciado Pedro de la Gasca.

Recibido este nombramiento y las instrucciones correspondientes, Núñez de Prado se dedicó a organizar su expedición. Para ello debió efectuar importantes aportes económicos para pagar todos los gastos, armas, caballos, víveres, por un total de 50 000 pesos oro, cometido para el cual contó el apoyo de amigos de La Plata. El conquistador aportó 30 000 pesos oro y Juan de Santa Cruz 20 000 pesos de la misma moneda.
Tras reunir unos 70 voluntarios (otros autores afirman 84), Núñez de Prado designó como su maestre de campo a Juan de Santa Cruz y como capellán al dominico fray Alonso Trueno. Para jefe del servicio religioso de la población a fundar designó a fray Gaspar de Carvajal. De esos 70 españoles, 28 habían estado en la entrada de Diego de Rojas de modo que conocían el camino.
De La Plata fueron a Potosí, donde se le sumaron algunos otros hombres. En abril de 1550, apenas cesaron las lluvias torrenciales de verano, partieron hacia el sur.
La Gasca y Núñez de Prado eran consientes de que las anteriores incursiones, tanto de Diego de Almagro como de Rojas, se habían frustrado ante la valerosa resistencia de los moradores de esa región. Esta fue una de las principales razones por las cuales a Núñez de Prado le costó reunir la cantidad de hombres necesaria.
Por otra parte, La Gasca quiso evitar interferencias entre la empresa de Valdivia-Villagra y la de Núñez. Por ello ordenó a Francisco de Villagra que marchara primero a su destino llevando una distancia de por lo menos 30 leguas de ventaja sobre la columna del segundo. También dispuso que Villagra reclutara gente en Guamanga, Arequipa y Cuzco, prohibiéndole hacerlo en Potosí, que era el lugar especialmente asignado a Núñez de Prado para el reclutamiento de su gente.

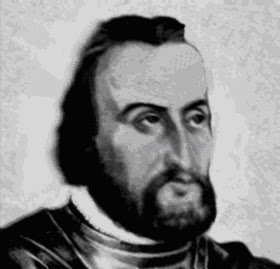
Capitán Juan Núñez de Prado.

Núñez de Prado dispuso que el capitán Miguel de Ardiles, experimentado conquistador que acompañara  en su anterior entrada a Diego de Rojas, partiera primero con destino hacia Humahuaca, por el camino del Inca, al mando de 30 hombres y unos indígenas amigos. En una segunda tanda iría él y quedaría para una tercera tanda Juan de Santa Cruz, que saldría una vez que pudiera completar la cantidad de hombres necesaria. Siguieron la misma ruta de Almagro y Rojas.
Villagra, que iba acompañado por su pariente Gabriel Villagra, obró con la más absoluta mala fe. En un primer momento aparentó acatar las órdenes de La Gasca, pero luego fue directamente a Potosí a buscar gente, privando de ella a Núñez de Prado. Y ya en camino a Chile, no cumplió con la expresa  instrucción de ir a 30 leguas delante del grupo de Núñez. Retrasó a su retaguardia, la que fue alcanzada en Talina por la gente que llevaba Santa Cruz a Chicoana para Núñez de Prado. 
Los inescrupulosos capitanes de Valdivia, que con su gente conformaban un grupo más numeroso y mejor equipado, despojaron a Santa Cruz de la mayor parte de los hombres, armas, alimentos y equipos que llevaba para Núñez de Prado. En ese encuentro, le quitó al lugarteniente de Núñez los elementos que llevaba, incluyendo a varios de sus hombres y los llevó hacia Chile para socorrer a Valdivia. Fue así como la expedición de Núñez de Prado quedó muy debilitada. Los Villagra eran mucho más audaces que Santa Cruz y disponían de mayores recursos. A fuerza de mercedes a otorgarse en Chile, lograron que muchos de los soldados de Santa Cruz desertaran y se pasasen a las filas de los que iban hacia Chile.
Cuando Ardiles y su gente ingresaron al actual territorio de la provincia argentina de Jujuy, debieron combatir contra los belicosos omaguacas. Luego tomaron y ocuparon una posición durante dos meses, lo que permitió a Núñez completar su equipamiento y alcanzarlos. De allí siguieron a Chicoana. En ese lugar debieron esperar que llegara Juan de Santa Cruz unos veinte meses. Como este no llegaba, consecuencia de la mala fe de Villagra, Núñez envió a sus capitanes Miguel de Ardiles y Nicolás Carrizo a buscarlo y orientarlo. Tres meses más tarde, Ardiles, Carrizo, Santa Cruz y los pocos hombres que le quedaron llegaron a pie y hechos unos mendigos.
Cuando toda la expedición estuvo completa, continuaron su camino hasta el pueblo de Tucumanaho, donde antes había estado Diego de Rojas. Allí fueron recibidos pacífica y amablemente por los calchaquíes. Luego siguieron por los Valles Calchaquíes, para llegar tras muchas dificultades al Tucumán. Para esto, siguieron el camino del Inca, que recorría los Valles Calchaquíes y tenía un ramal que comunicaba con el señorío de Tucma (o Tucumán), cruzando la Sierra del Aconquija a través del valle de Tafí. Desde allí, en lugar de recorrer el escabroso valle del río de los Sosa, caminaron por la Quebrada del Portugués, que baja desde la actual localidad de El Mollar, poco al este de Tafí del Valle, por el valle del río Los Reales o Nevado.

## El Barco I
A fines de junio de 1550, llegaron al actual territorio de la provincia argentina de Tucumán, más precisamente en la confluencia del río Los Reales con el río de la Horqueta, donde forman el río Pueblo Viejo. Ese punto, ubicado justo en la transición entre la montaña y el llano, a unos 25 km al oeste de la actual ciudad de Santa Lucía (Tucumán), les permitía controlar la ruta que comunicaba con el Perú y simultáneamente acceder fácil y rápidamente a cualquier punto de las llanuras del Tucma o Tucumán.
Juan Núñez de Prado eligió este lugar para su fundación. Tras analizar el sitio y oír los consejos de sus acompañantes en cuanto al lugar elegido, el 29 de junio de 1550 fundó la ciudad que denominó El Barco. La nombró así en honor de La Gasca que era natural de la ciudad de El Barco de Ávila (España). Aquella ciudad que se había fundado, representaba el primer asentamiento español en territorio tucumano.
Como lo mandaban las leyes de entonces,  el fundador repartió entre sus soldados los solares en torno a la plaza, siguiendo la típica distribución española en damero. Luego instaló el Cabildo, nombró sus autoridades y ordenó la construcción de un fortín para proteger el asentamiento de las arremetidas de los indígenas.

### Ceremonia de fundación
Es probable que la fundación de la ciudad de El Barco I se haya regido por un ceremonial solemne, quizás en este caso más solemne aún, ya que se trataba de la primera ciudad que se fundaba en el nuevo territorio.
Estarían presentes todos los capitanes de la entrada, algunos de ellos montados a caballo; los soldados de infantería con sus armas; los civiles; los sacerdotes Trueno y Carvajal vestidos con sus hábitos, las cruces en sus manos, sus breviarios y libros portátiles de oraciones; los yanaconas que los habían acompañado; y los indígenas del lugar que habían sido invitados a acercarse y participar de la ceremonia.
El acto estuvo obviamente presidido por Núñez de Prado, seguramente montado en su cabalgadura, con su armadura colocada pero con su cabeza descubierta y con la espada en su mano derecha. Precedió un toque de caja, pífanos y clarines. Entonces el conquistador hizo el juramento de estilo y mandó colocar el rollo de la justicia, como se hacía en todas las ciudades de Su Majestad. Señaló con su espada e indicó que allí estaría la plaza pública de esta primera ciudad que se fundaba. Agregó que en ese rollo se ejecutará justicia públicamente contra los delincuentes y malhechores. Por último el señor gobernador echó mano a su espada y efectuando las ceremonias acostumbradas “echó tajos y reveses” y preguntó en voz alta que si había alguna persona que contradijese esa fundación y como no hubo, pronunció la consabida fórmula “por Dios, España y el rey la ciudad de El Barco del Nuevo Maestrazgo de Santiago”. Hecho, se hizo sonar la trompeta y flamear el pendón real. Se plantó el cepo, que era la señal de justicia y castigo. Esta ciudad estuvo fabricada con barro, techos de paja y horcones. 
Acto siguiente, designó a los miembros integrantes del primer Cabildo. Martín de Rentería y Francisco de Valdenebro fueron alcaldes ordinarios, Rodrigo Fernández fue procurador, Alonso del Arco, Lorenzo Maldonado y Alonso Díaz Caballero fueron los regidores. Como alguacil mayor fue nombrado Rodrigo de Palos. También fue regidor Juan Núñez de Guevara.
Esta ciudad fundada tuvo las siguientes coordenadas: 27º 13’ 00’’ de latitud Sur y 65º 35’ 00’’ longitud oeste.
El grupo de personas que acompañó a Núñez de Prado a fundar la ciudad de El Barco I estuvo integrado por: Miguel de Ardiles, Alonso Abad, Juan Gregorio Bazán, Santos Blázquez, Juan Cano, Francisco de Carvajal, Nicolás Carrizo, Alonso Díaz Caballero, Lorenzo Maldonado, Bartolomé de Mansilla, Gaspar de Medina, Hernán Mejía de Mirabal, Juan Pérez Moreno, Martín de Rentería, Juan Rodríguez Juárez, Juan Rodríguez, Esteban Buenaventura Costilla, Blas de Rosales, Garci Sánchez, Gonzalo Sánchez Garzón, Julián Sedeño, Diego de Torres, Francisco Valdenebro y los padres Alonso de Trueno y Gaspar de Carvajal. Los primeros vecinos  habrían alcanzado el número de 60, aunque también se calcula que eran 90. Lamentablemente el acta de fundación en este caso se ha perdido.

### Fecha exacta de la fundación: 29 de junio de 1550
Durante siglos, la historiografía indicaba la fecha probable de la fundación entre los meses de mayo y septiembre de 1550, aunque no se sabía con exactitud.
El historiador Gastón Doucet hizo un valioso descubrimiento investigando en los archivos de la Real Audiencia de Charcas. Se trataban de unos extractos de actas capitulares que había ordenado sacar en 1590 el entonces gobernador Juan Ramírez de Velasco. El documento que encontró Doucet decía: “En 1590 el escribano de Cabildo de esta Muy Noble Ciudad de Santiago del Estero, extractando las actas capitulares de la misma, dio fe de cómo, el 29 de junio de 1550, el capitán Juan Núñez de Prado, en nombre de Su Majestad fundó y pobló esta ciudad, que fue la primera de esta gobernación, y le puso por nombre la ciudad de El Barco”.
Este importante descubrimiento echaba luz sobre la fecha de la fundación de la primera ciudad de El Barco: 29 de junio de 1550. La documentación encontrada, de 1590, era un extracto de los libros de la primera ciudad, que en los libros de 1590 hacían referencia al Barco como “esta ciudad” cuando ya era Santiago del Estero.

### Teoría del Triple asiento
Existe la teoría del triple asiento en el mismo sitio y lugar, de las ciudades de El Barco I, Cañete y la primera fundación de San Miguel de Tucumán, como construidas y ubicadas en el mismo sitio y superpuestas sus ruinas una encima de otra.
Sin embargo otros autores  reconocen que solamente Barco I y Cañete sí estuvieron en el mismo sitio. Este emplazamiento era bueno, estaba situado en la ribera de un río, en un valle abierto, a inmediaciones del paso de Charcas a Chile y en ese lugar se hallaba menos expuesto a las embestidas indígenas que en un alto de la quebrada, como lo estuvo posteriormente Córdoba de Calchaquí.
Al parecer, para Núñez el emplazamiento de El Barco (I) no fue el ideal, ya que no ofrecía garantías de salubridad ni de seguridad; tanto fue así que al poco tiempo se optó por trasladarlo hacia otro lugar. Con ese objetivo, Núñez junto a Martín de Rentería, Buenaventura Costilla y otros exploradores fundadores de El Barco, y efectuaron exploraciones por la zona. En esta oportunidad fueron bien recibidos por los aborígenes y les pidieron que colocaran cruces de madera en la entrada de su toldería (lo hicieron entre otras en Maquijata, Collagasta, Mocaca, Thoamagasta y Chiqueligasta). Esto significaba que si venían otros españoles, sabrían que eran amigos y no los molestarían. Regresaron el 25 de octubre de 1550 a El Barco.

### Villagra se apodera de El Barco I

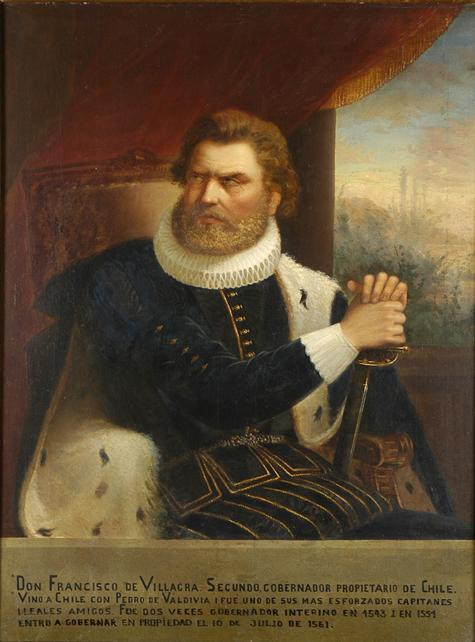
Francisco de Villagra.

Días más tarde salió nuevamente Núñez de Prado rumbo a la zona de Tuama (o Tohamagasta), donde tomó conocimiento que un grupo de soldados españoles andaban por su jurisdicción matando y saqueando en los pueblos originarios que él previamente había contactado. Era Francisco de Villagra y su gente.
Molesto por esa situación y en la creencia de que eran unos pocos, la noche del 10 de noviembre, Núñez intentó asaltar el real de Villagra, pero se dio con que eran más de cien soldados, por lo que tuvo que huir y regresó a El Barco. Villagra lo persiguió y cuando estaba a unas tres leguas de la ciudad, salieron sus vecinos y autoridades a solicitarle que olvidase lo que había sucedido. Entre los que mediaron estuvieron los sacerdotes Trueno y Carvajal.
Francisco de Villagra atacó la ciudad por orden de Pedro de Valdivia, que aducía que la misma quedaba dentro del territorio de Chile (dentro de las 100 leguas contadas desde el océano Pacífico). Ante esa situación y debido a la mayoría numérica de los soldados de Villagra, Núñez de Prado se vio obligado a ceder. Debió firmar un acta en la que expresamente reconocía que estaba dentro de la jurisdicción de la Gobernación de Chile y que Pedro de Valdivia era su gobernador. Quedaba entonces Núñez como un simple teniente de gobernador y como dependiente de Chile.
Con este triunfo, Villagra regresó a Chile a informar a Valdivia. Ciertamente que antes de partir tomó trece hombres más de Núñez de Prado, su equipamiento, alimentos, etc. Y en un acto de vandalismo destruyeron las sementeras, cortando las plantas con las espadas. Inicialmente, Núñez de Prado aceptó someterse a la autoridad de Valdivia, pero cuando Villagra se retiró decidió trasladar la ciudad.
En una información levantada por Blas de Rosales en el año 1556, declaró que él era minero, que cateó polvo de oro en inmediaciones de la ciudad de El Barco I, buscó minas, las halló de manganeso, y que si Núñez de Prado no la hubiese despoblado para su traslado a la segunda ubicación, “sus vecinos hubiesen sido ricos porque hubieran labrado muchas minas de oro en el mismo río de Tucumán”.

## El Barco II
Uno o dos meses después de que Francisco de Villagra regresara a Chile, Núñez de Prado reunió al Cabildo de la ciudad de El Barco I y con su expreso apoyo, renunció al título de teniente de gobernador que Villagra le había impuesto. Revalidó entonces el nombramiento de La Gasca, reasumió como capitán general y decidió mudar de sitio la ciudad, todo con el objeto de salir de la jurisdicción de Chile. Se argumentó también la falta de alimentos y de recursos. Había para entonces en El Barco unos 90 españoles y todos firmaron por unanimidad, salvo el alcalde Hernán Cortés de Carvajal quien fue ejecutado en la horca por Núñez de Prado tras rebelarse y no aceptar esa mudanza.
Para emprender el traslado, comenzó con una serie de incursiones separadas dirigidas por Bazán, Rentería, Costilla y Ardiles. Exploró el valle de Catamarca, la zona de los ríos Dulce y Salado, sometió a los indígenas lules y otras tribus le ofrecieron amistad.
A fines de mayo o junio de 1551, trasladó toda la población hacia el noroeste, con todos sus muebles, animales y efectos personales, e incluso los indígenas sometidos. La ciudad quedó ubicada dentro de los Valles Calchaquíes, en el Valle de Quiri-Quiri o Guazán, entre Quilmes y Santa María. Este asentamiento se encontraba a unas 25 o 30 leguas más al norte de la primera fundación, junto al río Calchaquí, probablemente al lado del actual pueblo de San Carlos, en la actual provincia argentina de Salta.
Esta ciudad fundada en Calchaquí tuvo las siguientes coordenadas: 25º 53’ 36’’ de latitud sur y 65º 55’ 44’’ longitud oeste.
Este traslado fue para buscar mayores recursos en alimentos y minerales, pero fundamentalmente para alejarse de Chile y acercarse al Perú. No cabe duda alguna de que Núñez pretendió, con esta medida, eludir la dominación de Valdivia. La ciudad estaba ubicada al norte del límite septentrional asignado a Chile, en una región habitada por indígenas agricultores sedentarios. Este segundo asentamiento llevó el mismo nombre, casi un idéntico reparto de solares y las autoridades del Cabildo fueron las mismas. En la relación de Alonso Díaz Caballero, efectuada en 1554, este manifiesta que la nueva ciudad fue “puesta como él la tenía antes”, expresión que significaba que conservaron las mismas autoridades y cabildantes, y la misma traza que la anterior.
Cuando Pedro de Valdivia tuvo conocimiento de este traslado, le escribió al rey con fecha 26 de octubre de 1552, informándole que “Núñez de Prado despobló la ciudad de El Barco que dicho Villagra había favorecido en nombre de Vuestra Alteza y puesto bajo mi protección, atento que de aquí podía ser favorecida y no de otra parte y según se han escrito, se fue al Perú ahorcando un alcalde que defendía su perpetuación, porque conocía lo que importaba para una tal jornada estar allí poblado”.
Núñez de Prado y su gente buscaban oro y por eso preferían que la ciudad estuviera en la sierra antes que en la llanura. Pero la Real Audiencia de Lima tenía otras miras y le ordenó cambiarla de lugar. La Gasca no estuvo conforme con la nueva ubicación, y ordenó a Núñez de Prado ubicar la ciudad más al sur, en la zona llana habitada por los pacíficos indígenas "juríes", un nombre genérico que identificaba tanto a los tonocotés como a los sanavirones. Además, el curso del río Dulce quedaba fuera del territorio asignado a Chile, ya que estaba más allá de las cien leguas desde el Océano Pacífico que se le habían otorgado a Valdivia. Núñez de Prado decidió aceptar, especialmente porque los habitantes de los valles, los indígenas calchaquíes (parcialidad de los diaguitas), eran particularmente belicosos y atacaban continuamente a la ciudad y sus habitantes.

### Probanza de Juan Núñez de Prado (1551)
El 21 de mayo de 1551, estando en la ciudad de El Barco, Juan Núñez de Prado se presentó ante el alcalde ordinario, Francisco de Valdenebro, y solicitó la realización de una probanza ad perpetuam rei memoriam, para señalar sus servicios y manifestar sus agravios en contra del capitán Francisco de Villagra.
En ella explicó y ratificó a través de los testigos lo sucedido luego de su partida desde Charcas junto con Juan de Santa Cruz, su paso por los pueblos de Miquejata, Collagasta, Mocata y Thoamagasta, conquistando a sus caciques y naturales, colocando cruces en ellos. Y que estando en Tipiro, a unas 20 leguas de El Barco, un cacique que había venido en paz le comunicó que en Thoamagasta había once cristianos que estaban robando y matando a los indígenas, rompiéndoles las cruces que él había colocado en las entradas de sus pueblos. Que habían resultado ser una parte de los cien soldados de Francisco de Villagra, que anteriormente había despojado en Cotagaita a Juan de Santa Cruz de la gente que traía de socorro, sus armas, caballos, salitre, azufre, arcabuces y otros aparejos  para la guerra. Y que para evitar daños mayores y que la ciudad de El Barco fuese despoblada, se rindió ante el enviado de Valdivia.

## El Barco III
Los oidores de la Real Audiencia de Lima no estaban de acuerdo con el lugar elegido para el Barco II y en junio de 1552 ordenaron a Núñez de Prado que trasladara la ciudad más al sur, hacia la región de los juríes. A ello se sumó que los indígenas calchaquíes de la zona eran muy belicosos, y que escaseaban los alimentos. Con esa orden de traslado la Audiencia disculpaba a Núñez de las frecuentes mudanzas que tanto perjudicaron a los vecinos de la ciudad.
Para poder llevar a cabo esta orden de traslado, Núñez de Prado debió ordenar la muerte de dos de sus hombres, Antón de Luna y Alonso de Arco, que se opusieron enérgicamente al traslado y fueron ahorcados en la plaza. Con el primero de ellos, Núñez ya tenía cierto distanciamiento, ya que Luna era amigo de Francisco de Villagra, y estando en Charcas le había facilitado en préstamo la suma de 13 000 pesos para que este organizara la expedición hacia Chile y que tantos inconvenientes le causara a Núñez.
De modo que Núñez de Prado volvió a trasladar la ciudad, utilizando la violencia contra quienes se le opusieran y debiendo trasladar buena parte de sus bienes a hombros de sus habitantes. Tras ocho meses de permanecer en la segunda ubicación (Barco II), bien alejados de los límites jurisdiccionales pretendidos por Valdivia, entre mayo y junio de 1552, marcharon hacia donde es hoy la provincia argentina de Santiago del Estero. Sobre la margen del río Dulce, instalaron la ciudad de El Barco III, en cercanías de un estero inundable, en una región habitada por tonocotés agricultores. No obstante, Núñez de Prado quiso asegurarse de posibles ataques construyendo un fortín.
Esa mudanza fue dura, debieron trasladar todos los enseres, algunos en caballos y otros sobre sus hombros. Esa marcha debió haber sido extenuante, de no más de dos leguas por día, hasta que llegaron al río Dulce y se instalaron por tercera vez.
Núñez y su gente caminaron en forma paralela al río Dulce. Desde la zona donde se encuentra actualmente Termas de Río Hondo hasta lo que hoy es la ciudad capital, el río se encuentra encajonado entre barrancas de aproximadamente 10 metros de altura, y la zona no era ciertamente la más indicada puesto que en esas condiciones no era posible sacar acequias de riego.
Núñez siguió hacia el sureste ya que estaba debidamente informado por los hombres de su expedición que anteriormente habían realizado la entrada con Diego de Rojas, que las poblaciones indígenas de este territorio, hoy Santiago del Estero, eran mesopotámicas, es decir que se encontraban entre los dos ríos, y vivían de la caza, frutas silvestres, algarroba, la miel y la abundante pesca. El conquistador pretendía asentarse en el propio medio de los aborígenes. Luego de lo que hoy se denomina Tarapaya y las Lomas Coloradas, de barrancas altas, encontró que el terreno era más llano, que se podía fundar una ciudad en sus márgenes y  aprovechar su agua para beber, regar y aprovechar su limo para sembrar. Y encontró que en el lugar habitaban una gran cantidad de indígenas pacíficos. Allí fundó la ciudad, conservando los mismos capitulares, más Diego de Torres y Francisco Valdenebro, como alcaldes; y es posible que se hayan mantenido la misma traza y parcelas otorgadas.
Las manzanas en que se dividían las ciudades estaban fraccionadas en cuatro partes iguales denominados “solares”. Se calcula que la traza primitiva de esta ciudad haya tenido no menos de 80 manzanas, atendiendo que estaba destinada a ser la capital de la futura gobernación y estimando para más de 100 vecinos, ya que 75 estaban en el acto de la fundación y otros tantos habitantes venían en camino. Núñez había juntado a 200 personas en Charcas y Potosí. Según cálculos (de Eudoxio del J. Palacio), unas 80 manzanas habrían significado un radio de unos 700 metros, contados desde la plaza principal a la periferia (las chacras).
Nunca se pudieron encontrar los restos ni la real ubicación de El Barco III. Complica su búsqueda el hecho de que el río Dulce cambió su cauce y en algunos mapas se ve el cauce viejo. Tanto es así que Andrés A. Figueroa, afirma que cuando Aguirre trasladó la ciudad media legua al norte, a poca distancia siempre de la ribera occidental del río Dulce, este tenía su lecho principal por un cauce antiguo que pasa por “Los Romanos”.
Palacio sostiene que esta ciudad tuvo las siguientes coordenadas: 27º 47’ 47’’ latitud sur, 64° 13’ 58’’, longitud oeste.
El lugar elegido para esta ciudad era un campo rodeado de bosque de algarrobo y otros árboles que le proveían de frutos, estaba a orillas de un río con mucha pesca y navegable en botes, buenos pastos y abundante caza. La ocupación de esta zona no fue pacífica, hubo que vencer la resistencia de los aborígenes que no aceptaban a los extraños. Estando instalado en Barco III se juntaron en Meaja unos 4000 hombres para atacar y destruir la nueva ciudad. Ante ese peligro, el capitán Juan Vásquez junto a Hernán Mejía de Mirabal, al frente de 30 soldados fuertemente armados con mosquetes los disolvieron. Esta victoria, en el año 1552, dio estabilidad a la nueva ciudad.
Tranquilizada la situación, Núñez de Prado se dedicó a levantar padrones de pueblos indígenas, y a comienzos de 1553 se fue a explorar la región de las actuales provincias de Catamarca y La Rioja, en especial muy interesado en las minas de Famatina. Quedó al frente de la ciudad el capitán Vásquez.

### Disconformidad de Núñez con el lugar elegido. La alternativa de Tatingasta
La elección del lugar de la fundación de la ciudad de El Barco III no le satisfizo a Núñez de Prado. Tanto fue así que a los pocos días de llegar, en julio de 1552, encomendó a fray Gaspar de Carvajal y a otros vecinos para que buscaran un lugar más a propósito, por lo que se dirigieron a Tatingasta (o Taquintingasta), distante a trece leguas más abajo, que era un pueblo de indígenas que se encontraba sobre la margen izquierda del río Salado.
A uno de esos enviados, Blas de Rosales, Núñez le solicitó que aunque fuera mal ese lugar alternativo, él dijese a su regreso que era bueno. Lo que quiere decir que el gobernador tenía en su mente realizar un nuevo traslado y una cuarta fundación. Núñez se creyó seguro de que en ese lugar estaba fuera de la jurisdicción de Chile, y que la gente de Valdivia no lo molestaría nuevamente. La llegada de Aguirre y el apresamiento de Núñez impidieron ese nuevo traslado programado.

### Aguirre llega desde Chile y detiene a Núñez de Prado

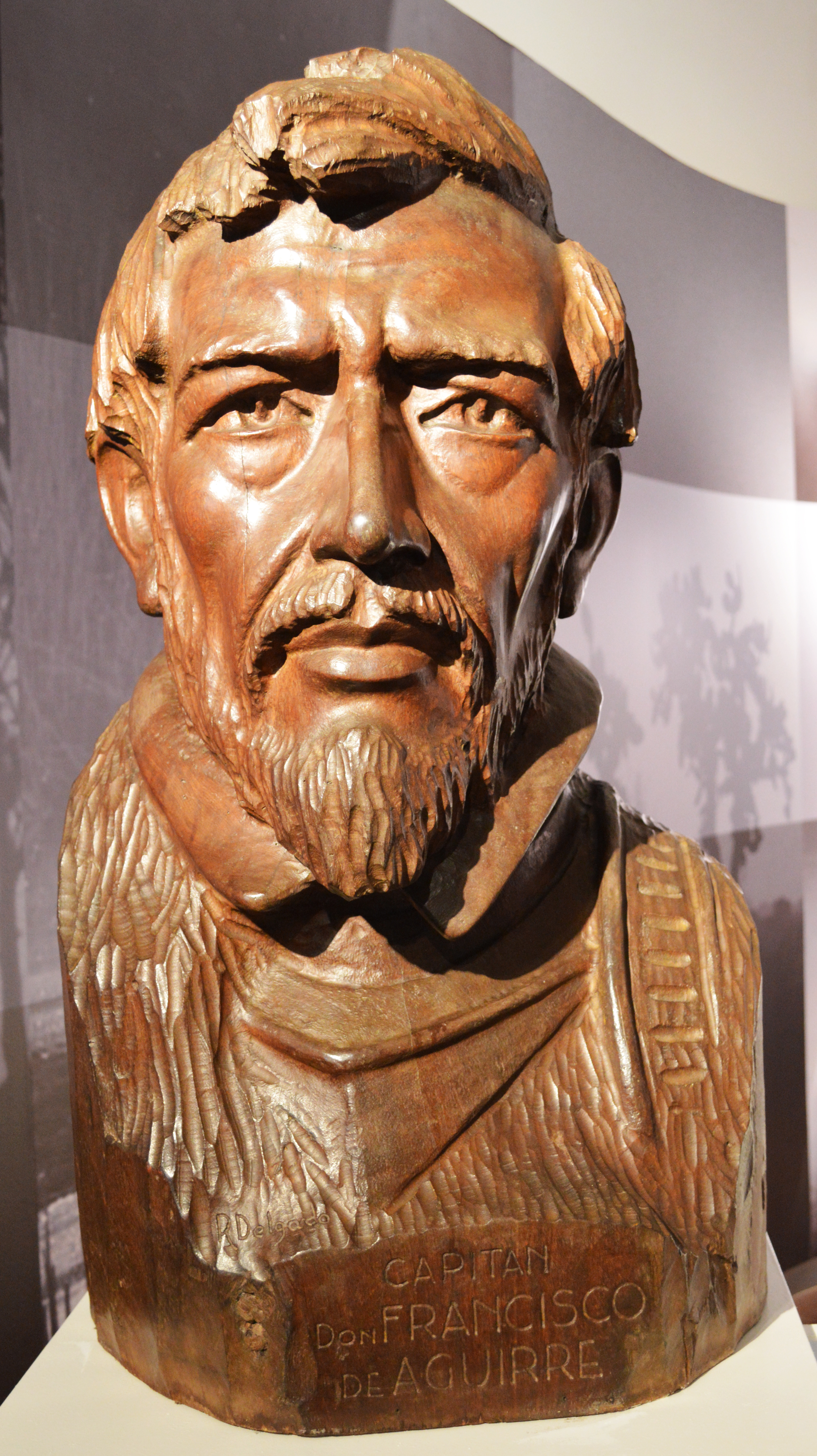
Capitán Francisco de Aguirre.

Como desde Chile no se tenían noticias de Núñez de Prado, a quien lo consideraban su teniente de gobernador, Pedro de Valdivia tomó la decisión de destituirlo y en su lugar designó a un hombre de su entera confianza, el capitán Francisco de Aguirre. Valdivia tenía la preocupación que desde Charcas reforzaran la ciudad de El Barco y más tarde le fuese más difícil tomarla.
Para asegurar que lo podría deponer sin resistencia, Aguirre alistó una compañía de unos 60 soldados muy bien pertrechados, con caballos, armamentos, pólvora, herrajes, etc. Realizó una inversión de unos 60 000 pesos oro. Entre los integrantes se encontraban su hijo Valeriano, sus sobrinos Antonio, Juan, Nicolás y Rodrigo de Aguirre, Juan Morales, Francisco de Carvajal, Pedro Núñez Roldán y el capitán Gaspar de Medina. Con esa fuerza salió de Copiapó en noviembre de 1552, cruzó los Andes y llegó a comienzos de 1553 al lugar donde estaba ubicado El Barco II, que encontró deshabitado. Siguiendo las huellas e informes de los indígenas continuó hacia los juríes, y tras un mes de búsqueda finalmente encontró El Barco III.
Aguirre arribó a este asentamiento el 20 de mayo de 1553 e ingresó de noche, por sorpresa, y se apoderó de ella sin ninguna dificultad, ya que Núñez de Prado no se encontraba en ese momento, pues se hallaba explorando nuevas tierras en el valle de Famatina. Aguirre procedió a prender a las autoridades y despojó de sus armas a todos los hombres.
Como los habitantes de la ciudad de El Barco III eran inferiores a los hombres de Aguirre en cantidad y armamentos, este tomó posesión de la ciudad, convocó a todos los vecinos y al Cabildo, les notificó de su designación por parte de Valdivia y la agregación de esa ciudad a la Gobernación de Chile, requiriéndoles en forma obligatoria que debían reconocerlo por nuevo teniente de gobernador y justicia mayor. Esta era la segunda intromisión de los españoles de Chile en el Tucumán.
Al regresar Núñez de Prado a la ciudad, también fue tomado prisionero y encadenado, enviado a Chile, junto con otros hombres, entre ellos Miguel de Ardiles, Garci Sánchez y sus lugartenientes Buenaventura Costilla y Juan Vázquez. Y a los sacerdotes Trueno y Carvajal los deportó hacia Perú, junto con otras veinte personas. Aguirre no trajo sacerdotes con él y a los dos únicos que había los echó. El violento cambio de autoridades está documentado en varias declaraciones (probanzas) de gente de la época, que eran los compañeros de Núñez de Prado.
Luego de esto, Aguirre procedió a efectuar una nueva elección de autoridades, haciéndose proclamar como el sustituto legal de Núñez de Prado. De modo que, aduciendo que Núñez de Prado se había sublevado contra la autoridad chilena a la que anteriormente se había sujetado, asumió el mando de la ciudad y ordenó meses después su traslado "un cuarto de legua al norte".

## Traslado de El Barco III: fundación de Santiago del Estero

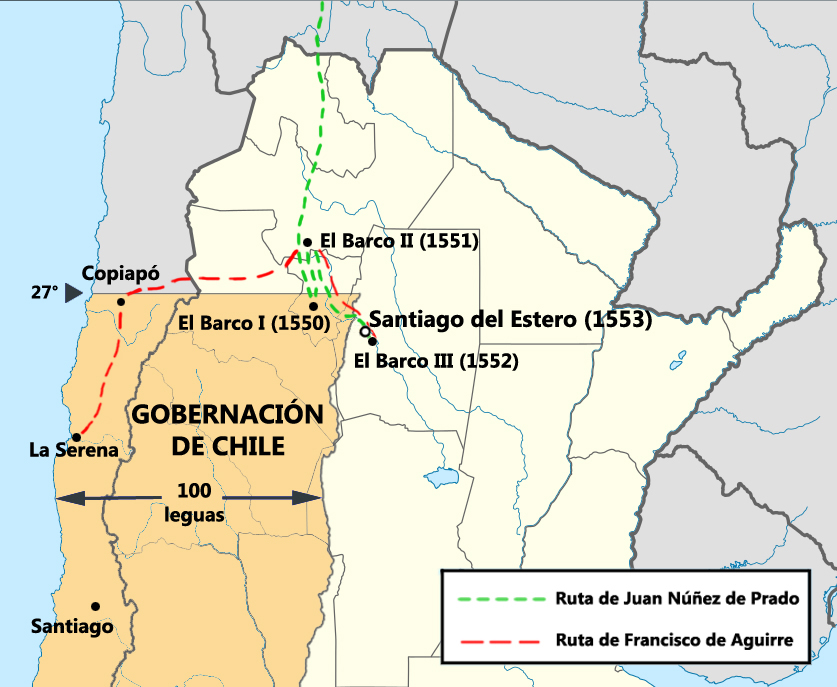
Situación geográfica de los tres asentamientos de la ciudad. El Barco (I), fundada por Juan Núñez de Prado en 1550, se encontraba dentro de la jurisdicción de la Gobernación de Chile, por lo que fue trasladada en 1551 (El Barco II). Al año siguiente, por orden de la Real Audiencia de Lima, se trasladó nuevamente más hacia el Sur, en el actual territorio de la Provincia de Santiago del Estero (El Barco III). En 1553, Francisco de Aguirre tomó El Barco (III) y usurpó el poder, trasladándola hacia una nueva ubicación y dándole el nombre de Santiago del Estero del Nuevo Maestrazgo.

A mediados de 1553, Aguirre resolvió mudar la ciudad de El Barco III, trasladándola un cuarto de legua hacia el Noroeste, siempre al lado del río Dulce, prácticamente donde hoy está. Se sostuvo que este hecho fue para sustraerla de las continuas crecientes del río Dulce y para una mayor seguridad debido a las amenazas de los indígenas lules.
Aguirre, por su temperamento, no aceptaba que la ciudad tuviese otro fundador que no fuera él. Quiso revestirla como obra propia, la trasladó y borró a la ciudad de Núñez de Prado de todo vestigio y de restos materiales, y hasta el nombre, para que no se la recordara. Por eso es que quizás nunca se encontraron vestigios de El Barco III en el lugar denominado Pueblo Viejo.
El 25 de julio de 1553, Aguirre fundó oficialmente una nueva ciudad, a la que llamó "Santiago del Estero del Nuevo Maestrazgo". La ceremonia de clavar el rollo de la justicia fue en este caso sin sacerdotes ya que Aguirre los había deportado y hasta 1556 no vinieron otros. Declaró disuelto el cabildo de El Barco y creó otro, y repartió nuevamente los solares de la nueva población entre sus acompañantes y los de Núñez de Prado.
La falta de documentos impide conocer con exactitud el número de los primeros pobladores, pero se calcula que puede haber oscilado entre 90 y 100.
Muchos de los acompañantes de Juan Núñez de Prado, sumados a quienes acompañaban a Francisco de Aguirre y otros que arribaron después, fueron los primeros vecinos de Santiago del Estero y constituyeron las cabezas de las familias criollas más antiguas de la República Argentina. En pocas generaciones, la descendencia de ellos fue entrecruzándose e ilustres personalidades se entroncan en ellos.
La nueva ciudad, jurídicamente continuación de El Barco, sería la única ciudad de la Gobernación del Tucumán hasta la fundación de San Miguel de Tucumán en 1565. Fue también capital de dicha gobernación hasta 1700 y también sede episcopal hasta su traslado a la ciudad de Córdoba en 1699.

## Los asentamientos
San Miguel de Tucumán fue fundada unos 10 km al este del sitio en que había estado El Barco I, en el lugar llamado Ibatín; solo en 1685 sería trasladada a su actual ubicación.
Tras la definitiva derrota de los diaguitas en las guerras calchaquíes, la zona en que estuvo El Barco II permanecería despoblada hasta mediados del siglo XIX.
La ubicación de El Barco III formó parte de las quintas de las afueras de Santiago del Estero. Durante un tiempo permaneció sepultada por las aguas del río Dulce, y actualmente está dentro de la ciudad. El lugar más habitualmente mencionado como ubicación de su plaza es el cruce de las actuales calles Balcarce y 24 de Septiembre, en el barrio Belgrano.
Ninguno de los tres asentamientos han sido excavados en busca de restos arqueológicos. Las exploraciones preliminares realizadas confirman que en ninguno de los tres sitios han quedado restos identificables. Esto es explicable por la efímera ocupación de los sitios, que en ninguno de los tres casos llegó al año de duración.